# 賀国光
賀 国光（が こくこう）は、中華民国の軍人・政治家。初めは北京政府・直隷派の軍人だったが、後に北伐中の国民革命軍に転じる。日中戦争期間中には、四川省で戦争体制作りに尽力した。字は元靖、号は延清。

## 事跡

### 湖北省から河南省へ
当初は1899年（清光緒25年）より上海方言館で旧学を学んでいたが、1906年頭、19歳の時に四川省へ赴いて成都の陸軍速成学校に騎兵科学生として入学し、高級班に進級した。卒業後は四川新軍第33混成協（協統：朱慶瀾）附見習軍官。1911年（宣統3年）2月、第33混成協が第17鎮に再編された時には隊官に昇進していたが、間もなく四川督練公署に異動し、科員、科長。武昌起義（辛亥革命）が勃発すると、帰郷して黎元洪率いる革命派の湖北軍に加わり、第4騎兵旅営附。
1913年（民国2年）、陸軍大学第4期正則班に入学し、1916年（民国5年）12月に卒業すると湖北省に戻り、安徽派側の王占元率いる鄂軍（湖北軍）に属している。1918年（民国7年）4月24日、陸軍第18師歩兵第35旅（旅長：南元超）少校副官。しかし1920年（民国9年）、南元超は王占元に暗殺される。翌年の湘鄂戦争後、蒲圻鎮守使、通城鎮守使を歴任する寇英傑の配下として営長、団長など順調に昇進し、寇が第1師師長となると1924年10月に隷下の第1旅旅長。
1926年（民国15年）1月20日、直隷派の呉佩孚の命により靳雲鶚の第1軍、劉鎮華の陝甘軍とともに国民軍第2軍の岳維峻の支配下にあった河南攻略に派遣され（鄂豫戦争）、1月26日、賈万興の第2旅、蕭耀南の部下であった孫建業ら鄂軍3個旅とともに寇英傑の討豫鄂軍に組み込まれ入省。29日、まず南東部の信陽を東、西、南の3方向からそれぞれ攻める事となり、賀の部隊は東門攻略を担当することとなった。信陽を防備する蔣士傑率いる第11師は屈強で、討豫鄂軍は苦戦を強いられた。29日、賀は東門を突撃したが、反撃にあい敗退した。寇は信陽攻略にこだわり続けたため、2月10日、呉佩孚は劉玉春の2個旅を監視役として充て、確山への北進を命じた。河南省制圧後、陸軍第15軍軍長、また靳雲鶚が制圧した開封警備司令を兼任。

### 直隷派から国民革命軍へ
1926年（民国15年）秋、国民革命軍が武漢まで進軍してくると、呉佩孚も河南省に逃れてきた。靳雲鶚と呉は馮玉祥と張作霖のどちらと手を組むかで対立するようになり、更に靳が給料の遅滞をマスコミに告発すると25日、呉は靳の「再解任」を通達、後任に寇を立てることを告げた。寇や田維勤の第20師に部隊の接収を命じたが、憤慨した靳は、隷下部隊に呉との決別を表明（呉靳内訌）。賀国光の第15軍は寇の討赤聯軍第3軍団隷下に組み込まれ、靳と交戦。しかしまた呉佩孚の周辺でも和議を求める声が多数上がり、21日、両軍は停戦。疲弊した寇は25日に辞任を申し出ると、2月7日に河南省を出て奉天派に投降した。長年の上官を失った賀は河南省にとどまった。
その翌日の2月8日、安国軍大元帥・張作霖は呉佩孚が武漢を奪還できないことにしびれを切らし、「援呉」を名目として河南省進出を宣言、韓麟春・張学良率いる第3、4方面軍、および張宗昌率いる直魯聯軍が迫りつつあった。10日、呉佩孚は鄭州にて緊急軍事会議を開き、張作霖と戦うか否かを議論していた。賀国光らは奉天派との連携を主張し、王為蔚ら徹底抗戦派と対立、会議は紛糾していた。そんな中、靳雲鶚は高汝桐の第14師を鄭州に派遣し、張と戦うよう呉に迫った。呉は奉天派との対決を決意し、全軍指揮権を任された靳雲鶚は河南保衛軍を組織した。
しかし、安国軍に包囲され進退窮まった賀は、靳とともに易幟を行い、唐生智らの国民革命軍に転じた。これにより、新編第4軍軍長に任ぜられている。1927年（民国16年）秋、国民政府軍事委員会陸軍処処長兼武漢衛戍副司令に任ぜられた。まもなく南京に転任し、軍事委員会高級参謀に任ぜられ、1928年（民国17年）8月には、軍事委員会弁公庁主任となっている。同年11月、国民政府訓練総監部歩兵監に任ぜられた。以後、建設委員会委員、国軍編遣委員会遣置局局長、国民革命軍総司令部参謀長、武漢行営参謀長兼第1縦隊司令、湖北省政府委員などを歴任している。
1929年（民国18年）冬、第1路軍総指揮部参謀長に任ぜられる。翌年の中原大戦では、命令伝達所長を兼任し、12月、南昌行営参謀長兼作戦庁庁長に転じた。1931年（民国20年）12月、訓練総監部副監兼首都警備副司令となる。翌1932年（民国21年）4月、軍事委員会第3庁副庁長兼贛粤閩湘四省剿匪総部参謀長に任ぜられ、紅軍討伐に従事した。1934年（民国23年）2月、軍事委員会第2庁副庁長に転じる。

### 四川省での活動
同年12月、賀国光は委員長参謀団主任に任ぜられて四川省に入り、以降、四川省と西康地方の軍事・政治の指導にあたった。1935年（民国24年）4月、陸軍中将の地位を授かる。10月、重慶行営参謀長兼第1庁庁長兼川康軍事整理委員会秘書長に任ぜられた。1937年3月、軍事委員会委員長重慶行営副主任（代理主任）となる。
日中戦争勃発後、賀国光は四川省において抗日体制整備に取り組むことになる。1939年（民国28年）1月には、成都行営代理主任に転じ、5月、重慶市市長を兼任した。9月、四川省政府委員兼秘書長となり、省政府主席を兼任した蔣介石に代わって四川省の政務を取り仕切っている。1941年（民国30年）1月、軍事委員会憲兵司令部司令と軍事委員会軍法執行副監に異動した。1944年（民国33年）3月、軍事委員会弁公庁主任となっている。
日中戦争終結後の1946年（民国35年）2月、西昌行轅主任に任ぜられる。9月、重慶行轅副主任兼西昌警備司令兼川康黔辺区辺務設計委員会主任委員に転じた。1948年（民国37年）8月、重慶行轅を改組した重慶綏靖公署で引き続き副主任をつとめ、翌1949年（民国38年）秋には、西南軍政副長官となる。これらの間も西昌警備司令を兼任しており、西康省政府主席劉文輝の監視を蔣介石から委ねられていた。

### 人民解放軍に敗北
しかし同年12月に、結局劉文輝は中華人民共和国への起義を宣言してしまう。賀国光は蔣介石から劉の後任として西康省政府主席に任ぜられ、西昌を拠点に中国人民解放軍に抗戦した。しかしすでに大勢は決しており、1950年（民国39年）3月に西昌を失陥した賀は、海口経由で台湾へ逃走している。台湾では、総統府国策顧問をつとめた。1969年（民国58年）4月21日、台北市にて脳溢血により病没。享年85（満83歳）。

## 著作
- 『八十自述』

## 注
1. 1 2  “半生幕僚贺国光” (中国語).   凤凰网. 2020年6月3日閲覧。
2. 1 2  “賀国光” (中国語).   岳阳市地方志. 2020年6月3日閲覧。
3. ↑  “政府広報第657号” (PDF) (中国語).   中華民国政府官職資料庫. 2020年6月3日閲覧。
4. 1 2  张万明 (2011). 豫风楚韵——信阳. 河南科学技术出版社出版. p. 56
5. 1 2  中國第二歷史檔案館 編 (2012). 蔣介石年譜（1887～1926）. 九州出版社. p. 384
6. ↑  “1926年” (中国語).   河南省情网_河南省地方史志办公室. 2020年4月29日閲覧。
7. 1 2 3  邓书杰,李 梅,吴晓莉,苏继红 (2005). 风暴来临（1920－1929）. 中国历史大事详解3. 吉林音像出版社. p. 479
8. 1 2 3 4 5 6 7  徐主編（2007）、2105頁。
9. 1 2 3 4 5 6 7  劉国銘主編（2005）、1797頁。
10. 1 2 3  “第一章军事斗争 第三节北洋军阀在河南的混战 三、吴靳内讧与靳云鶚抗奉” (中国語).   河南省情网_河南省地方史志办公室. 2020年4月29日閲覧。
11. 1 2  “1927年” (中国語).   河南省情网_河南省地方史志办公室. 2020年4月29日閲覧。
12. ↑  张学继 (2011). 张作霖幕府与幕僚. 浙江文艺出版社. p. 443
13. ↑  “2月8日 安国军总司令张作霖宣言进兵河南，直系发生分裂” (中国語).   中国知网. 2020年4月29日閲覧。
14. 1 2 3 4  東亜問題調査会編（1941）、34頁。